# 錦茂
錦茂（Ghim Moh）是新加坡女皇鎮的一處社區，由28個街區所組成。鄰近有波那維斯達地鐵站。政治上，錦茂屬於荷蘭－武吉知馬集選區，國會議員為迪舒沙。